# Bălțești
Bălţeşti é uma comuna romena localizada no distrito de Prahova, na região de Muntênia. A comuna possui uma área de 36.92 km² e sua população era de 3582 habitantes segundo o censo de 2007.